# Thunder 2
Thunder II ist die Fortsetzung des drei Jahre zuvor entstandenen Actionfilms Thunder von Fabrizio De Angelis. Seine deutschsprachige Erstaufführung erfolgte 1987 auf Video.

## Handlung
Thunder ist ein indianischstämmiger Amerikaner, der zur Polizei gegangen ist. Unter seinen Kollegen findet sich der ehemalige Deputy Rusty. Spannungen aus früherer Zeit flammen sofort wieder auf, zumal Rusty tief im Drogenhandel der Gegend verstrickt ist und befürchtet, der neue Kollege könne ihm Ärger machen. Er arrangiert Beweise so, dass Thunder als Mörder des Drogenhändlers Max zu fünf Jahren Zwangsarbeit verurteilt wird. Auch der gewiefte Anwalt Thomas Ruder kann die falschen Beweise nicht widerlegen. Nach elf Tagen Einzelhaft kann Thunder in die Berge zu seiner schwangeren Frau Sheela fliehen. Er veranlasst Ruder, den Prozess wieder aufzurollen, wird dabei jedoch von Rusty per Hubschrauber gejagt. Als Sheela das Baby verliert, besinnt sich Thunder erneut seiner indianischen Wurzeln und begibt sich mit Pfeil und Bogen auf Kriegspfad. Es gelingt ihm, in einer Untersuchungszelle den mittlerweile verdächtigen Rusty alleine anzutreffen. Thunder zögert jedoch, ihn zu töten. Mit Hilfe des wohlgesinnten Sheriffs Roger kann Thunder die Grenze erreichen.

## Kritik
Das Lexikon des internationalen Films sah einen „Fortsetzungsfilm, der weniger von der dünnen und löcherigen Handlung lebt als von sensationellen Schau- und Actionnummern. In den Gewaltszenen vergleichsweise zurückhaltend.“ Francesco Minnini fragte sich indes: „Verständlich bei Der Pate oder Der weiße Hai, aber hier? Eine Fortsetzung zu Thunder bedeutet verschwendete Zeit und Geld. Wer soll sich so einen Film denn ansehen?“